# 日本丸
日本丸（日语：にっぽんまる）是一艘日本的航海训练船，為一艘四桅巴克式大型訓練帆船。該船於1930年1月27日在兵庫縣神戶市的川崎造船所下水。以其優美的外觀而被人們暱稱為「太平洋白鳥」或者「海洋的貴婦」。並在服役在近半個世紀的時間中持續發揮其活躍的角色，直至1984年正式退役。其作為航海訓練船的使命則由後繼者，即新日本丸所接續，其姊妹艦為海王丸。
目前，日本丸展示於橫濱市的橫濱港未來21地區的日本丸紀念公園，其中設有專門的展示船塢（舊橫濱船塢第一號船塢，國家重要文化財）。並開放向公眾參觀，2017年，日本丸被正式指定為國家重要文化財，凸顯了其在日本船舶歷史和文化中的重要地位。

## 概要
1927年3月，位於千葉縣銚子沖的鹿兒島商船水產學校練習船「霧島丸」遭遇一場嚴重的暴風雨，導致船隻沉沒，造成了53名船員和學生罹難，該事故促使於1928年決定建造兩艘大型練習帆船，用以提供更安全的海上訓練環境。兩艘帆船的總建造費用為182萬日圓（為當時的國家預算，不包括軍事費和國債費：約8億7000萬日圓）。
考慮到當時日本尚未積累充足的西式帆船建造技術，因此設計工作委託了蘇格蘭的拉默奇·恩德·弗格森（Ramage & Ferguson），而實際的建造工作則由位於神户市的川崎造船所（今川崎重工業船舶海洋事業部）負責。第一艘帆船於1930年1月27日下水，並被冠名為「日本丸」，第二艘則於同年2月14日下水，取名為「海王丸」。隨後於同年3月31日完成艤裝，正式移交給文部省，屬於文部省航海訓練所的管理範疇。同年，首次進行遠洋航行，前往位於密克羅尼西亞的楚克群島，此後主要在太平洋進行訓練航行。

### 太平洋戰爭
由於1943年太平洋戰爭的升級，帆船的運用情況發生改變，日本丸的帆具被拆除，轉而用於煤炭等物資的運輸，尤其在大阪灣和瀨戶內海等地來回運行。

### 戰後
戰爭結束後，日本丸被用作海外在留邦人的復員船，共載送了25,428名歸國者，並積極參與遺骨收集的工作。1950年的韓戰期間，該帆船又參與了輸送美國軍人和韓國難民等特殊運輸任務。到了1952年，帆具重新安裝，重新進行訓練航行。並在翌年春天航向夏威夷，實現了戰後首次的遠洋征程。自1974年後，帆船的遠洋航行逐漸減少，然而為了參加「美國建國200年慶典」的揚帆活動，日本丸於1976年4月15日從日本啟程至美國參與行動。
1984年9月16日，日本丸正式退役。在退役前，它總計航行了約183萬公里，並為約11,500名實習生提供了實際的海上訓練。隨後，作為海洋練習船的使命由後繼的新日本丸所接替。自1985年起，日本丸成為了橫濱市所有，並開始在橫濱市橫濱港未來21的「日本丸紀念公園」內進行展示和開放參觀。1998年（平成10年）經歷了大規模的維修後，船體老化的問題逐漸浮現。

### 國家重要文化財
2017年，日本丸被正式指定為國家重要文化財，進一步凸顯該者在日本船舶文化中的特殊地位。為了持續保存和適切利用日本丸，2018年起，一項為期兩年的大規模修復工程啟動，以應對船隻的老化和損壞情況。在此修復期間，連船塢也進行了20年來的排水作業，為船體的修復鋪平道路。2019年1月，船塢舉辦了參觀活動，向大眾展示了修復工程的進展。
儘管日本丸已經停泊在展示船塢內，但它的狀態仍然受到嚴格的監督。根據船舶安全法的要求，該船每年仍然需要接受定期檢查，同時也獲得了相關的船舶檢驗證明書，使其有資格在平水區域進行航行。

## 設計
日本丸長97公尺（318英尺），寬12.95公尺（42.5英尺），吃水6.90公尺（22.6英尺）。她的總噸位為2,286噸。她以四桅巴克型帆船設計，擁有32帆，總面積達2,397平方公尺（25,800平方英尺），並配備兩台600匹馬力的柴油引擎作為輔助功能使用。在作為訓練船的職業生涯中，她由27名官員、48名海員和120名實習生組成的船員團隊操作。主機關為池貝鐵工6SD40型。

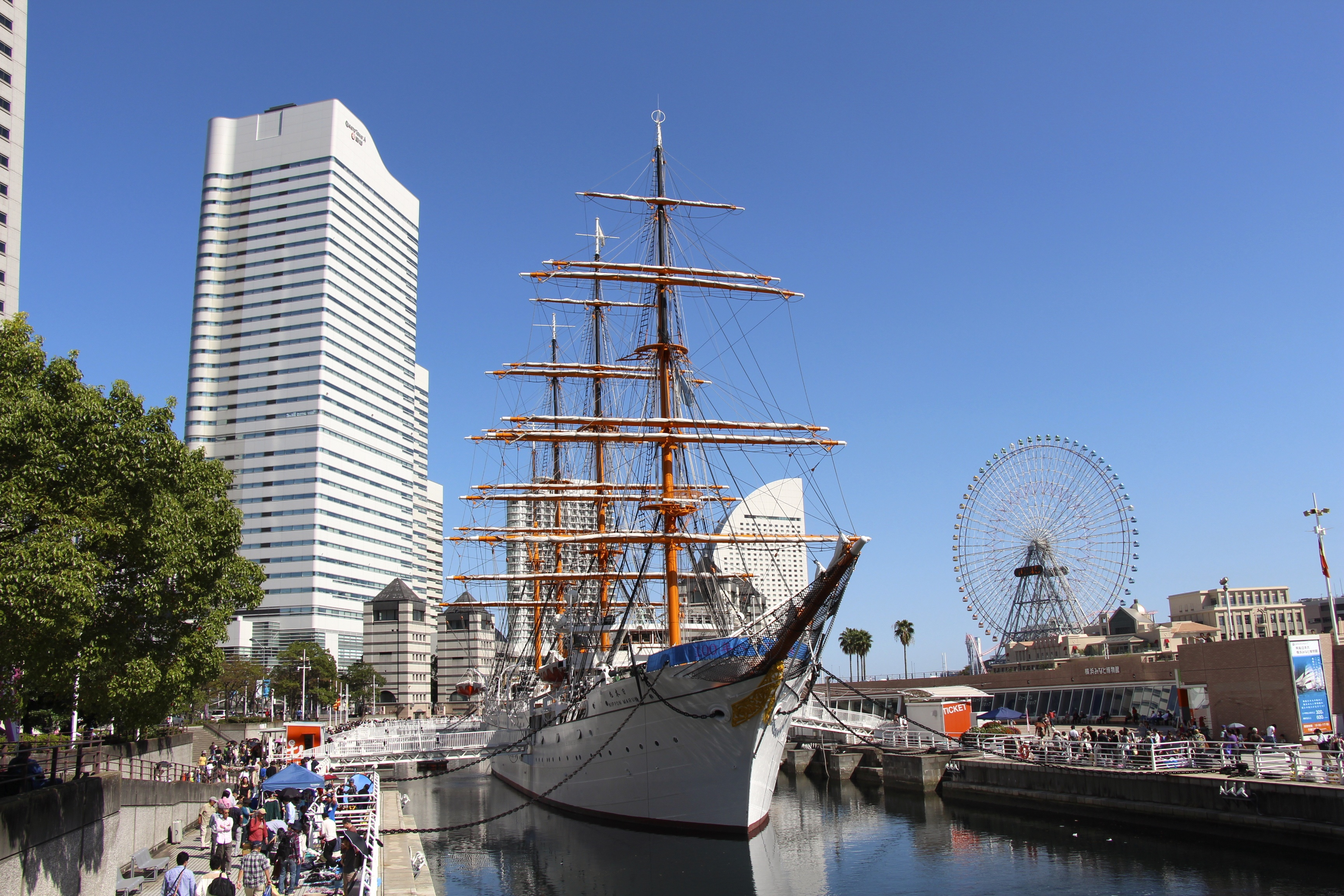
位於日本丸紀念公園的日本丸
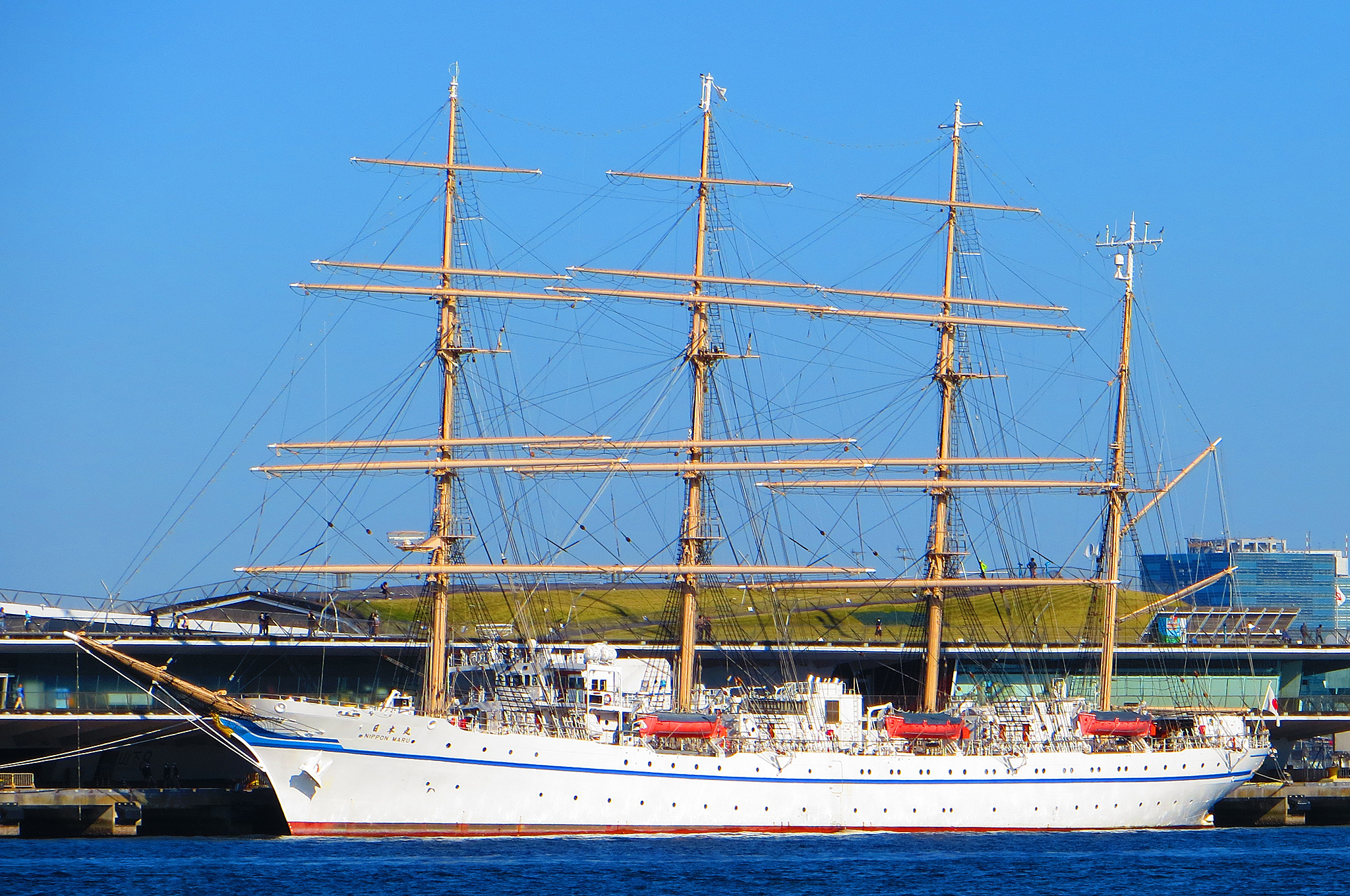
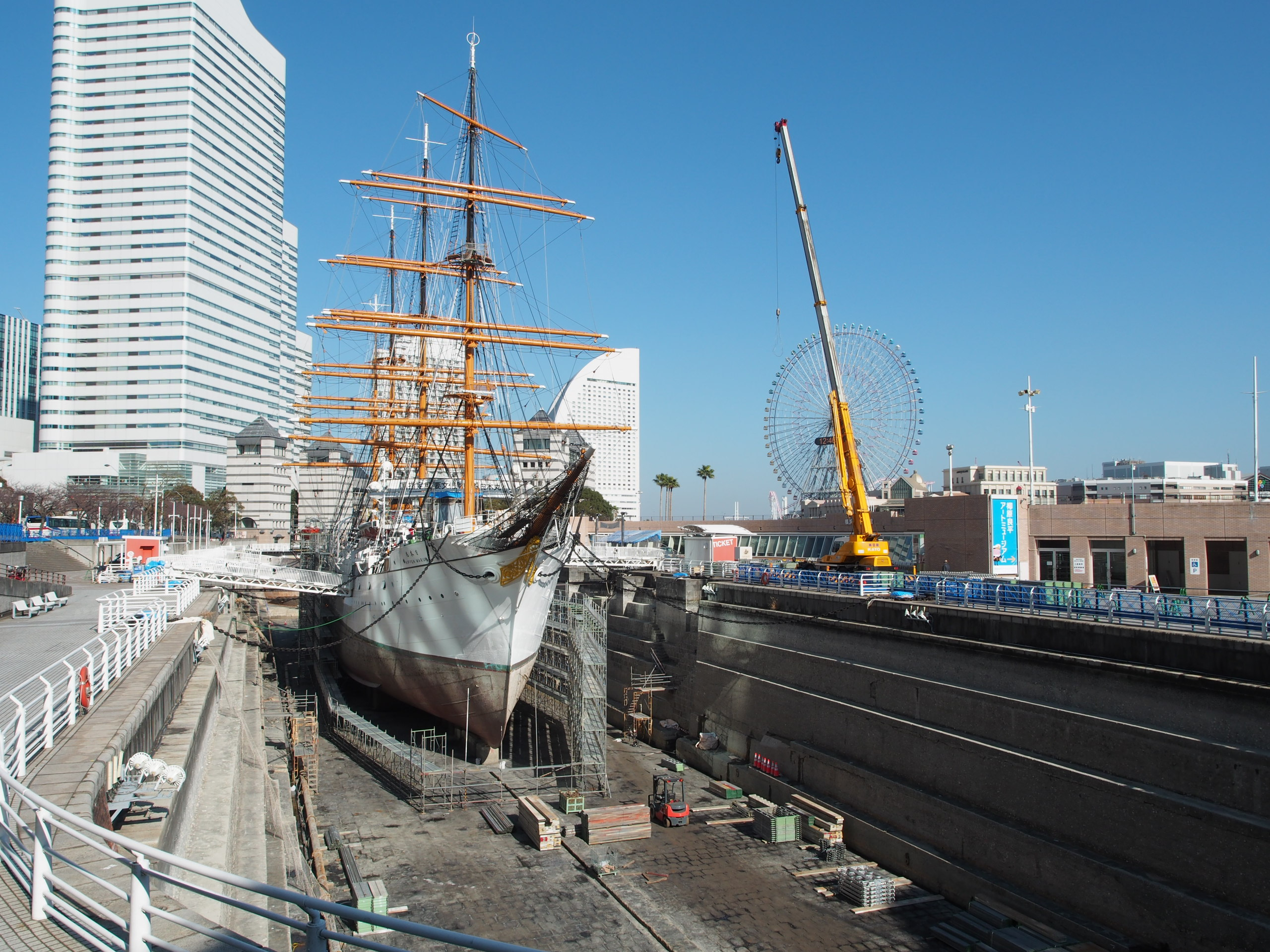
2019年進行修復的日本丸
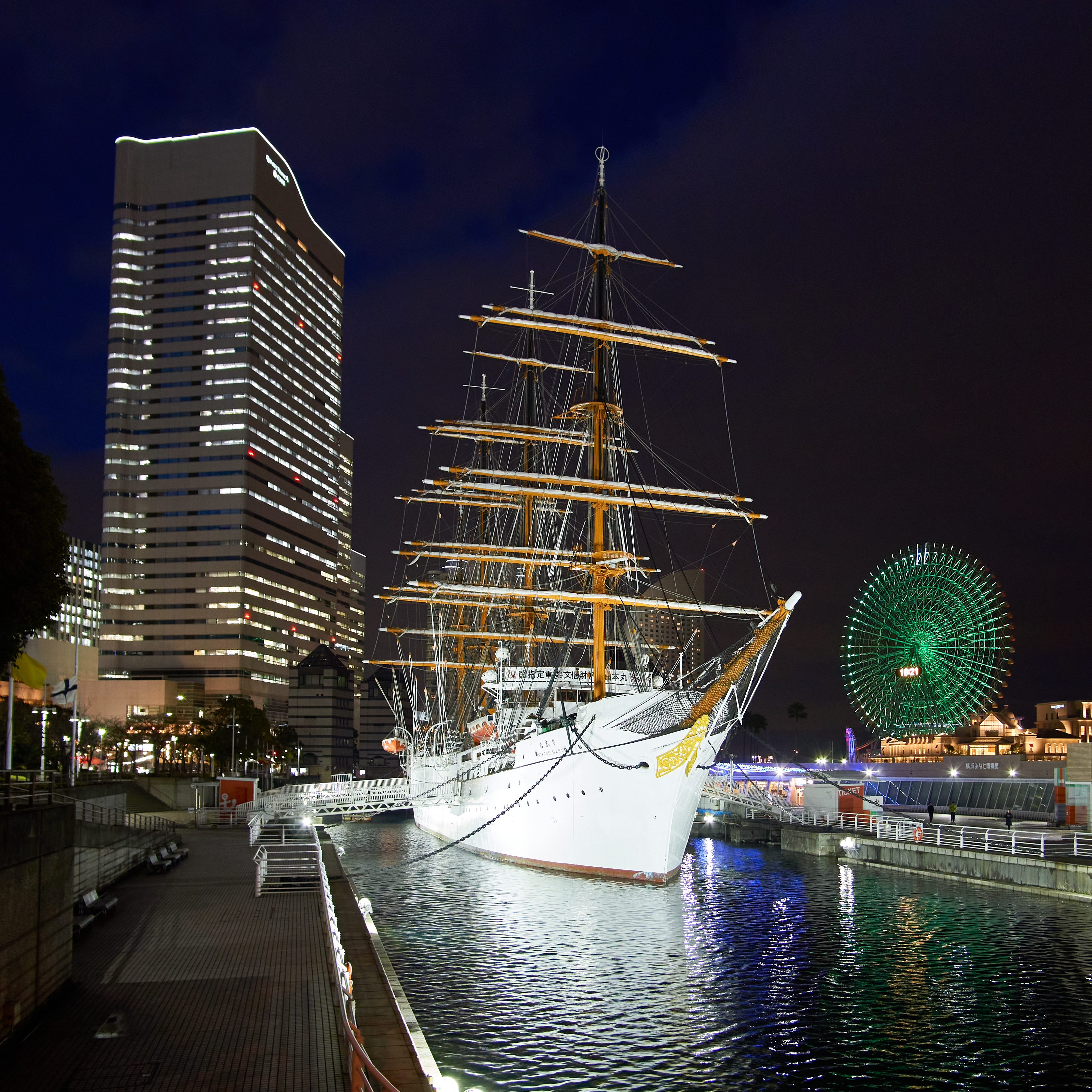
夜晚的日本丸

## 另見
- 冰川丸

## 外部連結
- 帆船日本丸官方網站 （页面存档备份，存于） （公益財團法人帆船日本丸紀念財團）
- 日本丸の詳細資訊 （页面存档备份，存于）（獨立行政法人海技教育機構）
- Nippon Maru guidebook (in English)